# Bugacpusztaháza
Bugacpusztaháza – wieś i gmina w środkowej części Węgier, w pobliżu miasta Kiskunfélegyháza.
Miejscowość leży na obszarze Wielkiej Niziny Węgierskiej, w komitacie Bács-Kiskun, w powiecie Kiskunfélegyháza.
Gmina Bugacpusztaháza liczy 307 mieszkańców (2009) i zajmuje obszar 43,0 km².